# Sièges réservés (Syrie)
La loi électorale syrienne sous le mandat français et à l'indépendance prévoyait l'existence de sièges réservés pour chacune des communautés confessionnelles, comme au Liban aujourd'hui, dans la continuité de la pratique ottomane au mont Liban. En 1949, cette répartition fut modifiée et les seuls sièges réservés qui subsistèrent furent ceux des chrétiens (Arabes, Arméniens et Assyriens), sans distinction entre les diverses églises, les Alaouites, les Druzes et les Ismaïliens étant désormais politiquement intégrés à la majorité musulmane. C'est également à cette époque, à l'initiative d'Adib Chichakly, que la mention de la religion sur la carte d'identité fut supprimée,.
La Syrie n'a plus connu d'élection démocratique depuis l'avènement du régime baassiste en 1963 et l'instauration d'un système de parti unique. Auparavant, des élections démocratiques avaient été organisées en 1943, le 15 novembre 1949, en septembre 1954, en mai 1957 (élections partielles) et le 1er décembre 1961. Toutefois, sous le régime baassiste, il semble que le système de sièges réservés ait persisté de manière informelle.